# Кандида Ройэлл
Кандила Ройэлл (англ. Candida Royalle, настоящее имя Кэндис Марион Вадала, англ. Candice Marion Vadala, 15 октября 1950, Нью-Йорк, Нью-Йорк — 7 сентября 2015, Мэттитак, Нью-Йорк) — американский продюсер и режиссёр в жанре порно, сексуально-либеральная феминистка и порноактриса. Была членом Залов славы AVN и XRCO.

## Ранняя жизнь
Родилась 15 октября 1950 года в Нью-Йорке, настоящее имя — Кэндис Марион Вадала. Обучалась музыке, танцам и искусству в Нью-Йорке, училась в Высшей школе искусства и дизайна (High School of Art and Design), Школе дизайна Парсона (Parson’s School of Design) и Городском университете Нью-Йорка.

## Карьера

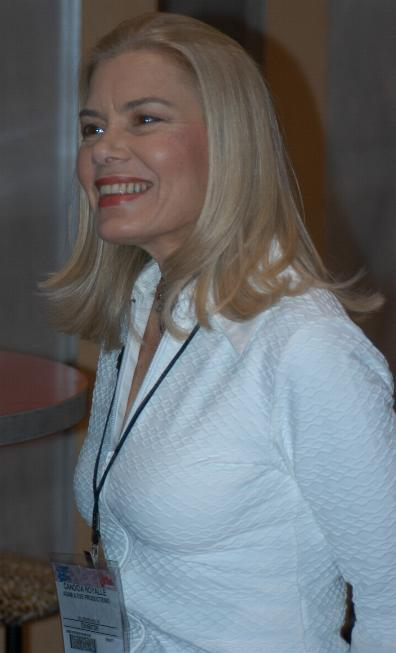
Ройэлл на AVN Expo, 2005 год

Окончив школу дизайна Парсонса, начала выступать с авангардной театральной группой The Cockettes и в 1975 году сыграла дочь Дивайн в спектакле The Heartbreak of Psoriasis.
В 1975 году, в возрасте 25 лет, дебютировала в порнобизнесе. Снялась примерно в 25 фильмах и в 1980 году ушла из бизнеса, последним фильмом стал Blue Magic, в котором Кандида выступила как исполнитель и как режиссёр.
Вела колонки для взрослых журналов High Society и Cheri.
В 1984 году основала студию Femme Productions с целью создания эротики на основе предпочтений женщин, а также съёмок порнофильмов, направленных на оказание помощи в терапии пар. Её продукция, больше направленная на женщин и супружеские пары, чем на стандартную для порно мужскую аудиторию, была высоко оценена консультантами и терапевтами за изображение здоровой и реалистичной сексуальной активности.
Ройэлл заявила, что пыталась избежать «женоненавистнической предсказуемости» и изображения секса «… как можно более гротескным и наглядным [способом]». Она также критиковала мужскую центрированность типичного порнофильма, в котором сцены заканчиваются, когда мужчина-актёр эякулирует. Фильмы Ройэлл не «ориентированы» на финальный «камшот»; вместо этого они показывают сексуальную активность в более широком контексте эмоциональной и социальной жизни женщин. В 1989 году подписала Post Porn Modernist Manifesto.
Также выступала с лекциями в Смитсоновском институте, на Всемирном конгрессе по сексологии, во многих университетах и на профессиональных конференциях.
В 2004 году написала книгу How to Tell a Naked Man What to Do («Как сказать голому мужчине, что делать»).
В 2014 году начала съёмки документального фильма While You Were Gone: The Untold Story of Candida Royalle («Пока тебя не было: невысказанная история о Кандиде Ройэлл») о своей жизни и поисках родной матери, которую не видела с тех пор, как её бросили в 18 месяцев. На момент смерти Ройэлл проект еще находился в производстве, но почти все необходимые кадры уже были сняты и могут быть выпущены в будущем.
В октябре 2016 года лейблом Dark Entries Records был выпущен 5-трековый EP под названием Candida Cosmica, совместная работа середины 1970-х годов Ройэлл и Патрика Каули.

## Членство в организациях
Была членом Американской ассоциации секс-педагогов, консультантов и терапевтов (American Association of Sex Educators, Counselors and Therapists), а также членом совета основателей организации «Феминистки за свободу слова» (Feminists for Free Expression).

## Личная жизнь и смерть
В 1980-х вышла замуж за продюсера Пера Сьостедта (Per Sjostedt). В мае 2006 года объявила, что помолвлена.
Умерла в Мэттитаке, Нью-Йорк, 7 сентября 2015 года в возрасте 64 лет от рака яичников.